# Omicidio di Kim Wall
L'omicidio di Kim Wall (in Danimarca noto come Ubådssagen, o come "il giallo del sottomarino") venne commesso il 10 agosto 2017 nella baia di Køge. La vittima era una giornalista libera professionista svedese che venne uccisa durante un viaggio con Peter Madsen a bordo del suo sommergibile tascabile. Il corpo venne ritrovato smembrato in mare. Il 25 aprile 2018, Madsen è stato dichiarato colpevole di omicidio e condannato all'ergastolo dal tribunale di Copenaghen.

## Storia

### Vittima
Kim Isabel Fredrika Wall nacque il 23 marzo 1987 a Trelleborg, Scania (Svezia), da Ingrid e Joachim Wall. Aveva un fratello minore, Tom. Dopo essersi diplomata a Malmö, ottenne una laurea in relazioni internazionali alla London School of Economics e un master congiunto in giornalismo e relazioni internazionali alla Columbia University di New York. Wall lavorava come giornalista freelance scrivendo articoli su svariati argomenti per pubblicazioni come The Guardian, The New York Times, Vice, Slate, e Time. Nel marzo 2016, il quotidiano tedesco Süddeutsche Zeitung l'ha premiata con l'Hansel Mieth Prize per Miglior Reportage Digitale per "Exodus", un reportage sul cambiamento climatico e sui test nucleari nelle Isole Marshall. Prima della morte, Wall viveva con il suo fidanzato danese Ole Stobbe a Refshaleøen, Copenaghen. Nell'ottobre del 2017, Wall è stata nominata per il premio Pulitzer "Giornalista dell'anno" del Prix Europa, che è stato però consegnato a Can Dündar. Il 26 novembre 2017, SVT ha trasmesso un documentario sulla sua vita intitolato Hon Som Ville Berätta.

### Omicidio

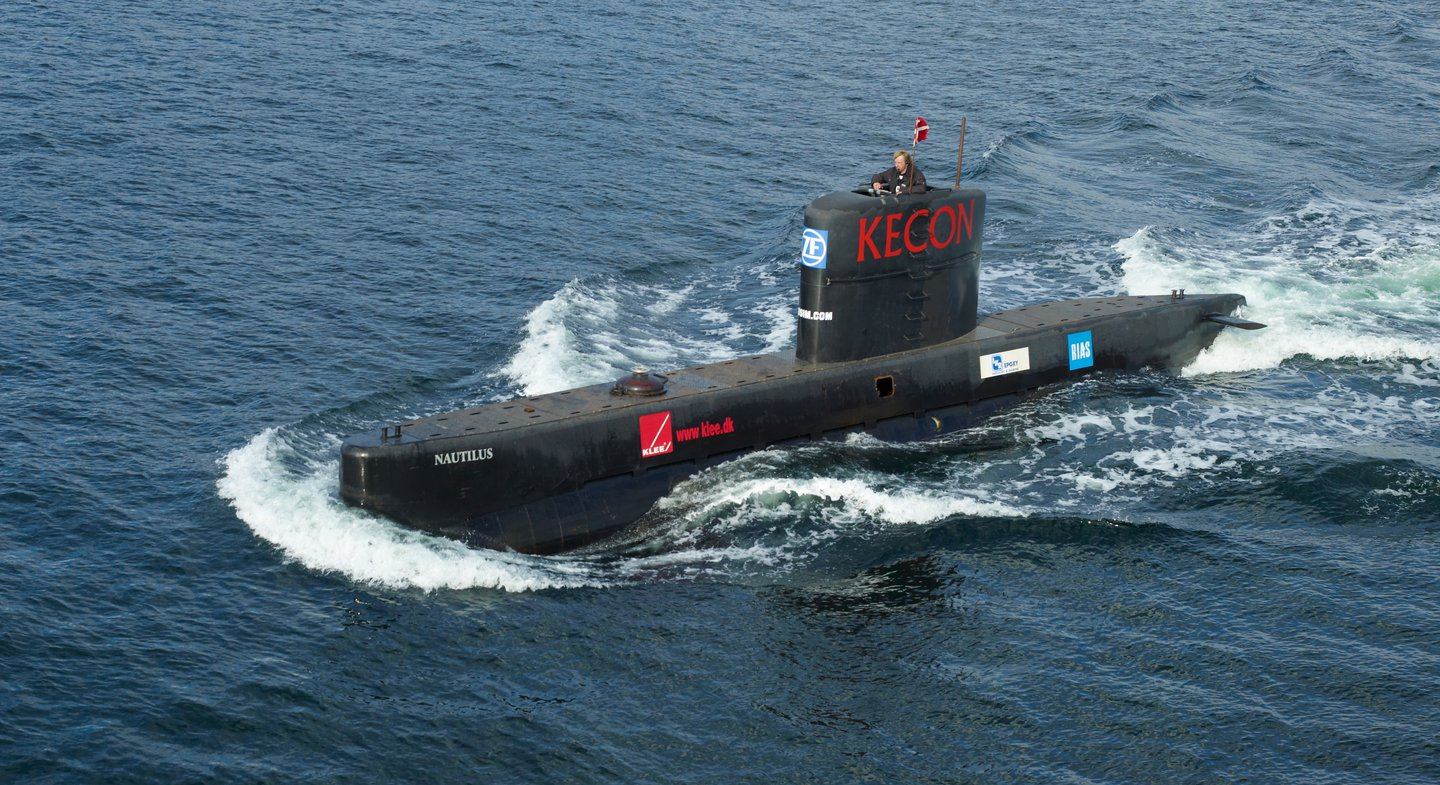
Il sottomarino UC3 Nautilus

Il 10 agosto 2017, la Wall e il suo fidanzato Ole Stobbe si stavano preparando a dare una festa di commiato a Refshaleøen, prima del loro trasferimento a Pechino previsto per il 16 agosto. Poco prima della festa, Kim ricevette un messaggio dall'inventore Peter Madsen (a cui aveva richiesto un'intervista) che la invitava a intervistarlo a bordo del suo sottomarino UC3 Nautilus. Lei acconsentì a raggiungerlo e stare con lui due ore, e s'imbarcò sul Nautilus intorno alle 19:00 ora locale (UTC+2). Il sottomarino non riuscì a tornare in porto e Stobbe chiamò la polizia all'1:43 per segnalare la scomparsa della Wall. Il sottomarino fu avvistato nella Baia di Koge poco a sud-est di Amager dal faro di Drogden alle 10:30; affondò alle 11:00. Madsen venne arrestato dopo esser stato recuperato dalla baia, e accusato di omicidio colposo; la polizia sospettava che avesse fatto lui stesso affondare il sottomarino.

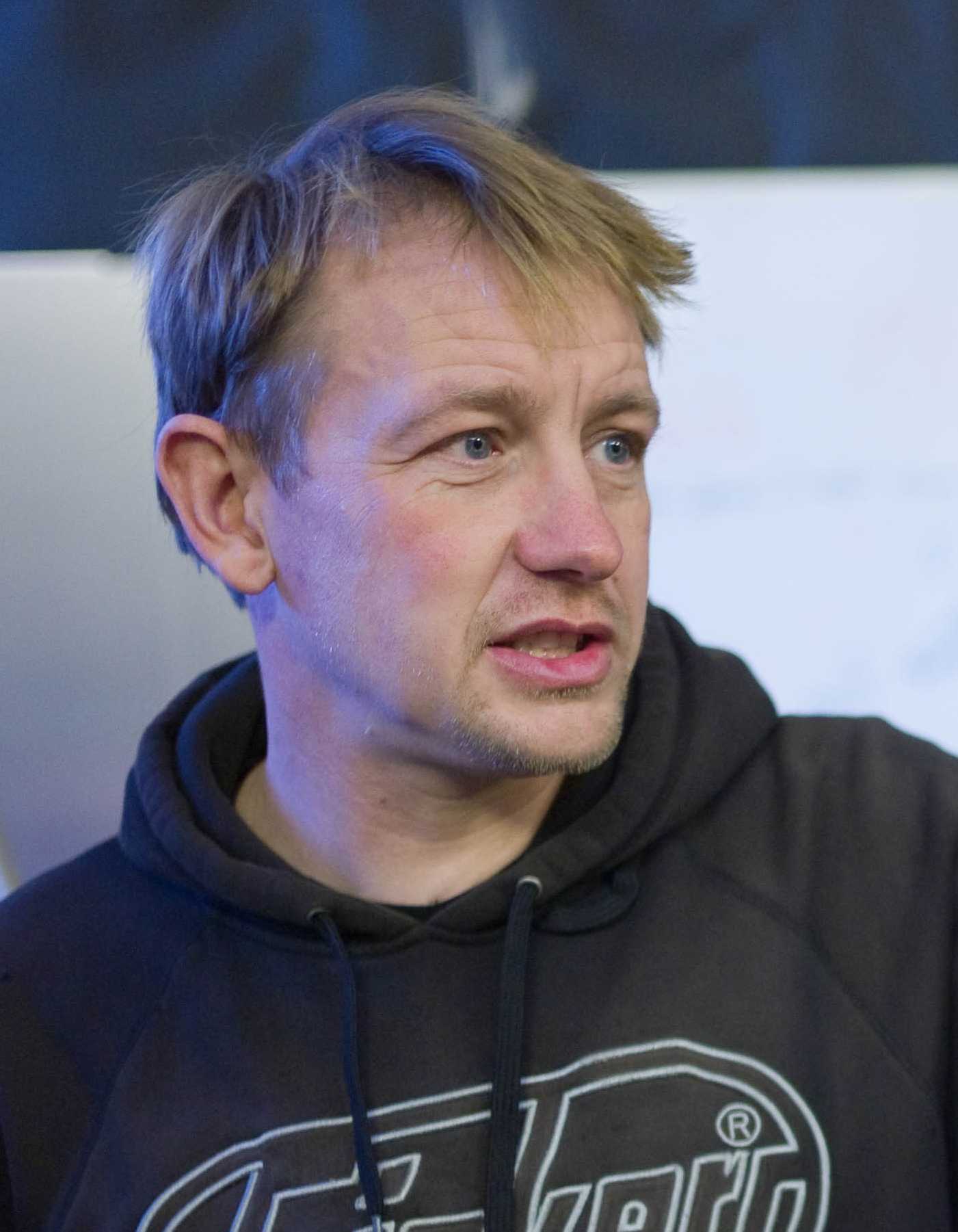
Peter Madsen

Madsen il 5 settembre testimoniò in un'udienza che Wall era morta dopo esser stata colpita in testa dal portellone del sottomarino. L'accusa dichiarò che la polizia aveva trovato nel computer di Madsen dei video che mostravano l'uccisione di alcune donne, e che dei testimoni sostenevano di aver visto Madsen guardare dei video di decapitazioni e praticare asfissia erotica. Il 6 ottobre, dei poliziotti trovarono nella Baia di Koge due buste di plastica contenenti la testa, le gambe, i vestiti della donna, ed un coltello; sei giorni dopo, fu trovata in acqua una sega. L'autopsia inoltre non trovò segni di trauma da impatto nella testa e non determinò la causa di morte. In seguito, sempre nel mese di ottobre, Madsen cambiò la sua versione dei fatti, ammettendo di aver smembrato il corpo ma continuando a negare di averla volontariamente uccisa; disse che forse era morta in seguito all'entrata di gas di scarico nel sottomarino, mentre lui si trovava sul ponte. L'autopsia non mostrò però nulla che facesse pensare alla presenza di gas di scarico nei polmoni della Wall. Il 21 e 29 novembre, dei poliziotti trovarono le braccia della Wall nella baia.

## Processo
Il 16 gennaio 2018, Madsen è stato accusato di omicidio, vilipendio di cadavere, e stupro. Il pubblico ministero l'ha inoltre accusato di aver torturato Wall prima di ucciderla, tagliandole la gola o strangolandola. Madsen si è dichiarato non colpevole di omicidio; il processo è iniziato l'8 marzo. Il 25 aprile, è stato dichiarato colpevole dei tre capi d'accusa e condannato all'ergastolo. Madsen ha presentato appello e il 26 settembre, l'Alta Corte della Danimarca orientale ha confermato la sentenza.

### In carcere
Nell'agosto 2018, Madsen è stato ricoverato in ospedale dopo essere stato aggredito in prigione da un detenuto di 18 anni. In un documentario danese nel settembre 2020, Madsen ha ammesso di aver commesso il delitto.
Il 20 ottobre 2020, Madsen ha tentato l'evasione dal carcere minacciando lo psicologo del carcere, usando un "oggetto simile a una pistola", prima di fuggire equipaggiato con un oggetto che sosteneva essere una cintura bomba. La squadra di artificieri è stata dispiegata e Madsen è stato circondato e arrestato dalla polizia a 500 metri dalla prigione, successivamente è stato ripreso in custodia.